# Мошенец (озеро)
Мошенец — озеро в северной части Новгородской области России. Расположено на территории Неболчского сельского поселения Любытинского района. Принадлежит бассейну Волхова.
Озеро находится на высоте 153 метра над уровнем моря. Вытянуто с юго-запада на северо-восток. Ширина до 390 метров. Площадь водного зеркала — 0,6 км². Окружено болотами. Площадь водосбора озера составляет 6,4 км². Из северной части вытекает ручей Мошенец, впадающий в реку Мду.

## Данные водного реестра
По данным государственного водного реестра России относится к Балтийскому бассейновому округу, водохозяйственный участок реки — Мста без р. Шлина от истока до Вышневолоцкого г/у, речной подбассейн реки — Волхов. Относится к речному бассейну реки Нева (включая бассейны рек Онежского и Ладожского озера).
Код объекта в государственном водном реестре — 01040200211102000022242.